# Dommery
Dommery ist eine französische Gemeinde mit 187 Einwohnern (Stand 1. Januar 2022) im Département Ardennes in der Region Grand Est (vor 2016: Champagne-Ardenne). Sie gehört zum Arrondissement Charleville-Mézières, zum Kanton Signy-l’Abbaye und zum Gemeindeverband Crêtes Préardennaises. Dommericains werden die Einwohner genannt.
Umgeben wird Dommery von den Nachbargemeinden Thin-le-Moutier im Norden, Launois-sur-Vence im Südosten, Viel-Saint-Remy im Süden, Wagnon im Südwesten sowie Signy-l’Abbaye im Westen.

## Bevölkerungsentwicklung
| Jahr                      | 1962 | 1968 | 1975 | 1982 | 1990 | 1999 | 2006 | 2016 |
| Einwohner                 | 220  | 191  | 164  | 150  | 166  | 175  | 186  | 177  |
| Quelle: Cassini und INSEE |      |      |      |      |      |      |      |      |

## Sehenswürdigkeiten
- Kirche Sainte-Marie-Madeleine, 16. Jahrhundert

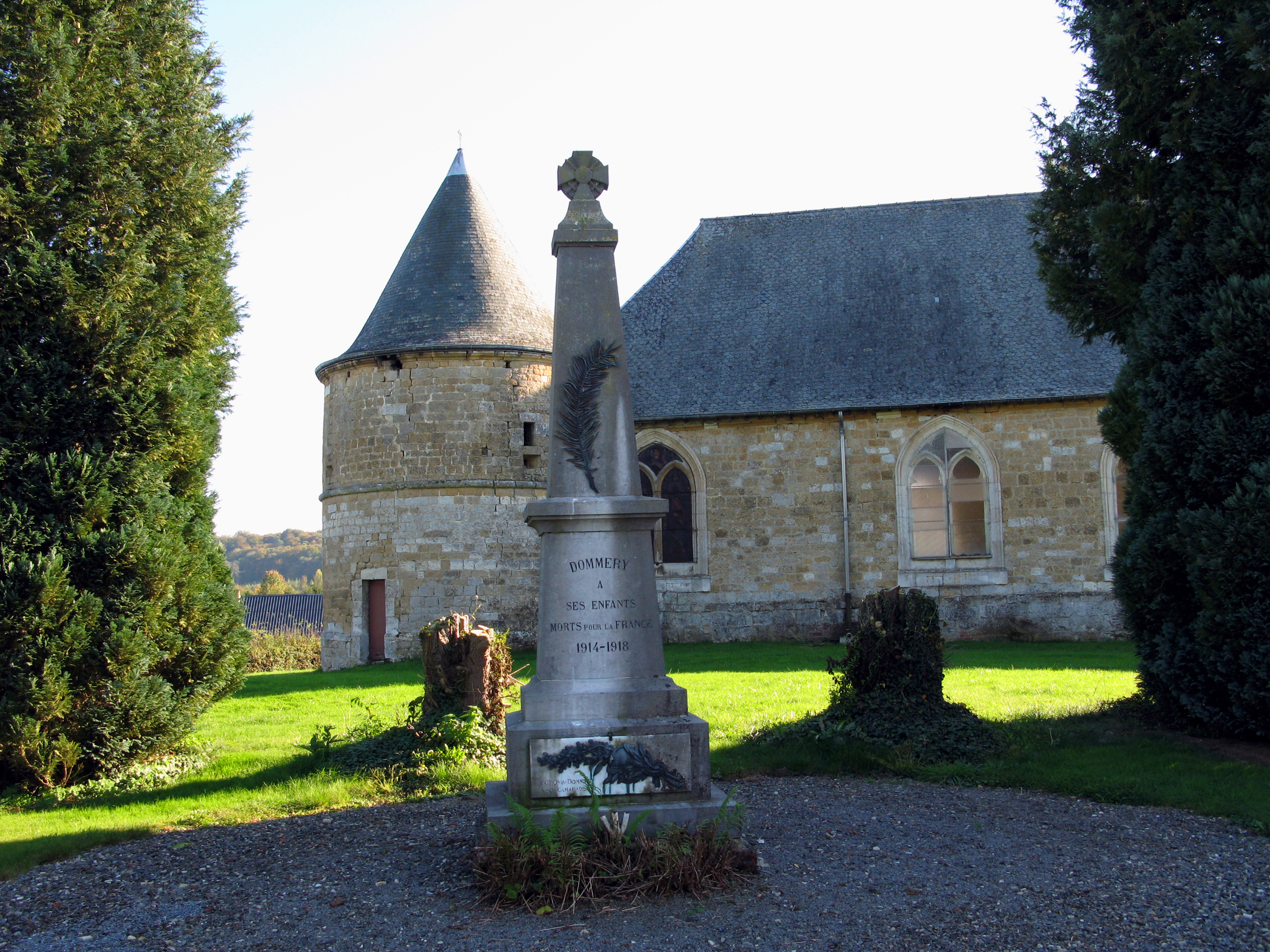
Kirche Sainte-Marie-Madeleine